# Lena Nyman
Anna Lena Lisabet Nyman (Stockholm, 23 mei 1944 - 4 februari 2011) was een Zweeds actrice.

## Levensloop
Nyman maakte in 1955 haar filmdebuut in de film Farligt löfte. Haar doorbraak kwam pas in 1967 met Jag är nyfiken - gul.
In 2004 kreeg Nyman de medaille "Litteris et Artibus", een Zweedse koninklijke onderscheiding. In 2006 won ze de Eugene O'Neill Award, een van de hoogste onderscheidingen die een Zweeds acteur of actrice in eigen land kan winnen.
Nyman overleed op 66-jarige leeftijd na een slepende ziekte.